# Newton Tracey
Newton Tracey – wieś w Anglii, w Devon, w dystrykcie North Devon. W 1961 roku civil parish liczyła 92 mieszkańców. Newton Tracey jest wspomniana w Domesday Book (1086) jako Newentone/Newentona.